# Ніфон
Ніфон (рум. Nifon) — село у повіті Тулча в Румунії. Входить до складу комуни Хамчарка.
Село розташоване на відстані 196 км на північний схід від Бухареста, 34 км на захід від Тулчі, 111 км на північ від Констанци, 39 км на південний схід від Галаца.

## Населення
За даними перепису населення 2002 року у селі проживали 753 особи, з них 752 особи (99,9%) румунів. Рідною мовою 752 особи (99,9%) назвали румунську.